# 厄欽岩
厄欽岩（英語：Urchin Rock）是南極洲的岩石，位於葛拉漢地西岸，處於貝特洛群島以西4.3公里，在1957年被繪入阿根廷地圖，由英國南極名稱諮詢委員會命名，現時由南極條約體系管理。